# Ilyalla (Kaya)
Pour les articles homonymes, voir Ilyalla.
Ilyalla est une localité située dans le département de Kaya de la province du Sanmatenga dans la région Centre-Nord au Burkina Faso.

## Géographie
Ilyalla est situé à 1,5 km au nord du lac de Dem en limite du périmètre du site Ramsar de protection des zones humides. Le village se trouve à 3 km au sud-ouest de Basma et à 23 km au nord-ouest de Kaya, le chef-lieu du département et de la région. Le village est à 10 km au nord-est de la route nationale 15 reliant à Kaya à Kongoussi.

## Économie
L'économie de Ilyalla, essentiellement agro-pastorale, bénéficie de la présence du lac de barrage de Basma (situé en amont de celui de Dem) pour les cultures maraîchères et vivrières qui sont pratiquées dans le bas-fond en aval et sur le pourtour de la retenue d'eau. D'une manière générale, le village est très associé à Basma et aux infrastructures de la communauté religieuse catholique des Sœurs-Notre-Dame-du-Lac.

## Éducation et santé
Le centre de soins le plus proche de Ilyalla est le centre de santé et de promotion sociale (CSPS) de Basma (dans le département voisin de Barsalogho) tandis que le centre hospitalier régional (CHR) se trouve à Kaya.
Iliyalla possède une école primaire publique.